# A Light for Attracting Attention
A Light for Attracting Attention debitantski je studijski album britanskog rock-sastava the Smile. Diskografska kuća XL Recordings objavila ga je 13. svibnja 2022. na digitalnim platformama, a fizičke je primjerke albuma izdala 17. lipnja.
Sastav čine Radioheadovi članovi Thom Yorke i Jonny Greenwood te bubnjar Tom Skinner. Yorke, koji pjeva na uratku, s Greenwoodom je svirao gitaru, bas-gitaru i klavijature. Producent albuma dugogodišnji je Radioheadov producent Nigel Godrich. Omot albuma, nadahnut starim zemljovidima, izradili su Yorke i dugogodišnji Radioheadov suradnik Stanley Donwood.
Sastav je nastao tijekom pandemije koronavirusa, a prvi, nenajavljeni koncert održao je u svibnju 2021.; nastup je uživo prenosio glazbeni festival u Glastonburyju. Početkom 2022. objavio je šest singlova, a u siječnju te godine prvi je put nastupio pred publikom na trima koncertima u Londonu, koji su također prikazivani u izravnom prijenosu. U svibnju je otišao na međunarodnu turneju.
A Light for Attracting Attention dobio je pohvale kritičara i dosegao je peto mjesto na britanskoj ljestvici albuma. Na dodjeli nagrada Libera bio je nominiran za nagradu u kategoriji „Album godine”. Poslije tog uratka sastav je objavio dva koncertna EP-a.

## Rad na albumu i snimanje
Sastav čine Radioheadovi članovi Thom Yorke i Jonny Greenwood te Tom Skinner, bivši bubnjar sastava Sons of Kemet. Prvi su put nastupili 22. svibnja 2021. na nenajavljenu koncertu koji je organizirao i izravno prenosio glazbeni festival u Glastonburyju.
The Smile je počeo raditi na pjesmama za A Light for Attracting Attention s dugogodišnjim Radioheadovim producentom Nigelom Godrichem neko vrijeme prije početka lockdowna u Ujedinjenom Kraljevstvu zbog pandemije koronavirusa. Yorke je izjavio da su Greenwood i Skinner „već snimili otprilike četiri stvari prije nego što sam shvatio što se zbiva”.
Yorke je napisao stihove za pjesme kod kuće tijekom lockdowna. Vokalne je dionice snimao kod kuće i slao ih u Godrichev studio služeći se programima za izravni prijenos, a to je činio svakog dana prije nego što su mu se djeca vratila iz škole. Izjavio je: „Pomalo se odužilo... To me jako frustriralo, ali tako je bilo svima.” Greenwood je komentirao da su do rujna 2021. gotovo dovršili album.
Yorke je u listopadu 2021. izveo pjesmu „Free in the Knowledge” na događaju Letters Live u Royal Albert Hallu. U siječnju 2022. the Smile je prvi put nastupio pred publikom na trima koncertima u Magazineu u Londonu; ti su nastupi prikazivani u izravnom prijenosu. Yorke je 2009. prvi put izveo skladbu „Skrting on the Surface”, a Radiohead ju je u drukčijem aranžmanu izveo 2012. Godine 2009. također je prvi put izveo pjesmu „Open the Floodgates”.

## Glazba i tekstovi
A Light for Attracting Attention sadrži elemente post-punka, post-rocka, džeza, progresivnog rocka, math rocka, Afrobeata i elektroničke glazbe. U osvrtu za the Guardian Alexis Petridis usporedio ga je s Radioheadom zbog slične „jezive” elektronike, klavirskih balada i rocka. U Yorkeovim se stihovima izražava gađenje, paranoja i zabrinutost za okoliš.

## Ilustracije
Omot albuma izradio je Yorke s dugogodišnjim Radioheadovim suradnikom Stanleyjem Donwoodom. Ilustracije su nadahnuli srednjovjekovni zemljovidi arapskog pirata i rani zemljovidi Britanskih otoka na kojima su označeni izvori i rijeke. Međutim, premda su prije surađivali služeći se digitalnom obradom, Yorke i Donwood ovaj su put oslikavali platno koristeći se gvašem. Radili su u Yorkeovu spremištu za vrtlarski alat u njegovoj kući u Oxfordu.

## Objava i promidžba
Debitantski singl sastava „You Will Never Work in Television Again” objavljen je 5. siječnja 2022. na digitalnim platformama. Dana 27. siječnja objavljena je pjesma „The Smoke”, a „Skrting on the Surface” objavljena je 17. ožujka. Skladba „Pana-vision” objavljena je 3. travnja uz novu samostalnu Yorkeovu pjesmu „That's How Horses Are”; obje su se pojavile u posljednjoj epizodi televizijske serije Peaky Blinders, emitiranoj tog dana. Dana 20. travnja objavljena je pjesma „Free in the Knowledge”, a „Thin Thing”, posljednji singl s albuma, izdan je 9. svibnja. U ožujku te godine sastav je objavio sedmoinčnu gramofonsku ploču s pjesmama „You Will Never Work in Television Again” i „The Smoke” u suradnji s nezavisnim prodavaonicama albuma; te su ploče mogli osvojiti slušatelji koji su sudjelovali u besplatnoj lutriji.
Skupina je najavila album 20. travnja 2022., a istog je dana objavila i singl „Free in the Knowledge”. Dana 13. svibnja diskografska kuća XL Recordings objavila je A Light for Attracting Attention na digitalnim platformama, a fizički primjerci uratka počeli su se prodavati 17. lipnja.
Uradak se isprva pojavio na 19. mjestu britanske ljestvice albuma. Nakon što su se mjesec dana poslije počeli prodavati i fizički primjerci, dosegao je peto mjesto.
Skupina je u svibnju otišla na europsku turneju, a u studenome je otišla na sjevernoameričku turneju. Grupu je podržao saksofonist Robert Stillman, koji joj se i nekoliko puta pridružio na pozornici kako bi zajedno izveli nekoliko pjesama. Tijekom te turneje the Smile je nastupio i u emisiji The Tonight Show, na NPR-ovu programu Tiny Desk Concerts i na KEXP-u.
U studenome 2022. skupina je objavila posebnu inačicu albuma u suradnji s prodavaonicama albuma Rough Trade. Također je objavila i desetoinčnu gramofonsku ploču u ograničenoj nakladi na kojoj se nalaze koncertne snimke te pjesma „Osmijeh” Williama Blakea koju recitira glumac Cillian Murphy i koja se reproducirala na početku koncerata sastava. Dana 14. prosinca grupa je objavila digitalni EP The Smile (Live at Montreux Jazz Festival, July 2022), na kojem se nalaze pjesme snimljene tijekom nastupa na Montreux Jazz Festivalu u Švicarskoj. Naknadno je objavljen EP Europe: Live Recordings 2022 na gramofonskoj ploči i u ograničenoj nakladi.
Godine 2023. na dodjeli nagrada Libera bio je nominiran za nagradu u kategoriji „Album godine”.

## Recenzije
| Zbirne ocjene   | Zbirne ocjene |
| Izvor           | Ocjena        |
| --------------- | ------------- |
| AnyDecentMusic? | 8,3/10        |
| Metacritic      | 86/100        |
| Recenzije       |               |
| Izvor           | Ocjena        |
| AllMusic        | [ 33 ]        |
| Clash           | 9/10          |
| Exclaim!        | 8/10          |
| The Guardian    | [ 15 ]        |
| The Irish Times | [ 14 ]        |
| NME             | [ 36 ]        |
| Pitchfork       | 8,6/10        |
| Rolling Stone   | [ 38 ]        |

Na Metacriticu, sajtu koji prikuplja ocjene recenzenata raznih publikacija i na temelju njih uratku daje prosječnu ocjenu od 0 do 100, uradak je na temelju 24 recenzije osvojio 86 bodova od njih 100, što označava „opće priznanje”. Pitchforkov recenzent Ryan Dombal napisao je da je to „odmah i bez ikakve sumnje najbolji album koji je dosad snimio neki od Radioheadovih sporednih sastava”. U lipnju 2022. časopis Spin proglasio ga je „zasad najboljim albumom godine”. Recenzent Zach Schonfeld izjavio je da njegovi najbolji trenutci mogu parirati bilo kojem Yorkeovu i Greenwoodovu radu od objave Radioheadova albuma In Rainbows 2007. te da „vas gotovo potiče da ostaloj trojici Radioheadovih članova izrazite sućut”. U Guardianu Alexis Petridis proglasio ga je albumom tjedna i zaključio je da „možda nije toliko drukčiji da bi vam se zavrtjelo u glavi, ali je i dalje izvanredan”.
Časopis Uncut proglasio ga je najboljim albumom godine. Prodavaonice Rough Trade u SAD-u proglasile su ga najboljim albumom godine, a prodavaonice u Ujedinjenom Kraljevstvu drugim najboljim albumom godine.

## Popis pjesama
Tekstovi: Thom Yorke, glazba: Yorke, Jonny Greenwood, Tom Skinner i Nigel Godrich.
| 1.    | »The Same«                                | 4:19 |
| 2.    | »The Opposite«                            | 3:06 |
| 3.    | »You Will Never Work in Television Again« | 2:48 |
| 4.    | »Pana-vision«                             | 4:08 |
| 5.    | »The Smoke«                               | 3:39 |
| 6.    | »Speech Bubbles«                          | 4:16 |
| 7.    | »Thin Thing«                              | 4:30 |
| 8.    | »Open the Floodgates«                     | 4:29 |
| 9.    | »Free in the Knowledge«                   | 4:12 |
| 10.   | »A Hairdryer«                             | 5:17 |
| 11.   | »Waving a White Flag«                     | 3:47 |
| 12.   | »We Don't Know What Tomorrow Brings«      | 3:16 |
| 13.   | »Skrting on the Surface«                  | 5:31 |
| 53:25 |                                           |      |

## Zasluge
| The Smile - Thom Yorke – vokal; gitara (na 1., 3., 6., 10. i 12. pjesmi); sintesajzer (na 1., 2., 9., 10., 11. i 12. pjesmi); programiranje (na pjesmi „The Same”); glasovir (na 1., 4. i 8. pjesmi); bas-gitara (na 5., 7. i 13. pjesmi); vokoder (na pjesmi „Thin Thing”); sekvencer (na pjesmi „Open the Floodgates”); akustična gitara (na pjesmi „Free in the Knowledge”); ilustracije, dizajn - Jonny Greenwood – gitara (na 1., 2., 3., 5., 7., 8. i 13. pjesmi); sintesajzer, programiranje (na pjesmi „The Same”); glasovir (na 1., 6. i 9. pjesmi); bas-gitara (na 2., 3., 4., 9., 10., 12. i 13. pjesmi); klavijatura (na pjesmi „Speech Bubbles”); sekvencer, akustična gitara (na pjesmi „Waving a White Flag”) - Tom Skinner – bubnjevi (osim na 1. i 8. pjesmi); udaraljke (na 2. i 6. pjesmi) Ostalo osoblje - Nigel Godrich – produkcija, miksanje, tonska obrada - Mikko Gordon – tonska obrada - Pablo Godin – pomoć pri tonskoj obradi - Joy Stacey – pomoć pri tonskoj obradi - Maurice Talbot – pomoć pri tonskoj obradi - Bob Ludwig – mastering - Hugh Brunt – dirigiranje gudačkim orkestrom - Stanley Donwood – ilustracije, dizajn | Dodatni glazbenici - Jason Yarde – saksofon (na 3., 4., 5., 6., 8. i 13. pjesmi) - Robert Stillman – saksofon (na 3., 4., 8. i 13. pjesmi); klarinet (na 5. i 6. pjesmi) - Chelsea Carmichael – flauta (na 3., 4., 5., 6., 8. i 13. pjesmi) - Nathaniel Cross – trombon (na 3., 4., 5., 6., 8. i 13. pjesmi) - Eloisa-Fleur Thom – violina (na 4., 6., 9., 10., 11. i 13. pjesmi) - Alessandro Ruisi – violina (na 4., 6., 9., 10., 11. i 13. pjesmi) - Zahra Benyounes – violina (na 4., 6., 9., 10., 11. i 13. pjesmi) - Sophie Mather – violina (na 4., 6., 9., 10., 11. i 13. pjesmi) - Agata Daraškaitė – violina (na 4., 6., 9., 10., 11. i 13. pjesmi) - Zoë Matthews – viola (na 4., 6., 9., 10., 11. i 13. pjesmi) - Clifton Harrison – viola (na 4., 6., 9., 10., 11. i 13. pjesmi) - Charlotte Bonneton – viola (na 4., 6., 10., 11. i 13. pjesmi); violina (na pjesmi „Free in the Knowledge”) - Oliver Coates – violončelo (na 4., 6., 9., 10., 11. i 13. pjesmi) - Max Ruisi – violončelo (na 4., 6., 9., 10., 11. i 13. pjesmi) - Clare O'Connell – violončelo (na 4., 6., 9., 10., 11. i 13. pjesmi) - Dave Brown – kontrabas (na 4., 6., 9., 10., 11. i 13. pjesmi) - Tom Herbert – kontrabas (na 4., 5. i 6. pjesmi); bas-gitara (na pjesmi „Skrting on the Surface”) - Byron Wallen – truba (na 5. i 13. pjesmi) - Theon Cross – tuba (na 5. i 13. pjesmi) |

## Ljestvice
| Ljestvica                                      | Najviša pozicija |
| ---------------------------------------------- | ---------------- |
| Australija                                     | 15.              |
| Austrija                                       | 8.               |
| Belgija (Flandrija)                            | 5.               |
| Belgija (Valonija)                             | 3.               |
| Danska                                         | 11.              |
| Finska                                         | 24.              |
| Francuska                                      | 13.              |
| Irska                                          | 11.              |
| Italija                                        | 24.              |
| Japan (Japanese Albums)                        | 13.              |
| Japan (Japanese Hot Albums)                    | 21.              |
| Kanada                                         | 95.              |
| Nizozemska                                     | 3.               |
| Novi Zeland                                    | 25.              |
| Njemačka                                       | 6.               |
| Portugal                                       | 4.               |
| SAD (Billboard 200)                            | 19.              |
| Škotska                                        | 2.               |
| Španjolska                                     | 16.              |
| Švicarska                                      | 8.               |
| Ujedinjeno Kraljevstvo (UK Albums)             | 5.               |
| Ujedinjeno Kraljevstvo (UK Independent Albums) | 1.               |